# Speedfreaks
Claudio Marcio de Souza Santos (16 de maio de 1972 - 26 de março de 2010), mais conhecido pelo nome artístico SpeedfreakS ou Speed, foi um rapper brasileiro, considerado um dos precursores do gênero no país. Como a maioria dos cantores do gênero, as letras de suas músicas falavam sobre a realidade das ruas brasileiras, versando a respeito de crime, drogas, dinheiro e temas macabros, mas sempre com pitadas de bom humor, uma marca do seu estilo. Sua carreira teve início em 1989, na cidade de Niterói, no estado do Rio de Janeiro.
Segundo a revista IstoÉ, é autor de Expresso (2001) "um dos melhores discos de rap dos últimos tempos". Faleceu assassinado em 26 de março de 2010.

## Carreira
O cantor começou se apresentando no estilo freestyle e em shows locais participando como convidado. Escreveu seu primeiro rap, "Sinistro", no começo da década de 1990 e o segundo foi gravado na mesma época, intitulado "Eu Sou o Capeta". Em 1993, lançou a demotape Speedfreaks, com seu antigo parceiro musical Gustavo Black Alien.
No mesmo ano, participou da coletânea No Major Babies, a qual teve a música "Hit Hard Hip Hop" lançada no Brasil, Europa e Estados Unidos. Participou do álbum Usuário do grupo Planet Hemp e lançou de forma independente o CD solo De Macaco, em 1996.
De 1997 até 1998 lançou várias músicas em sítios virtuais na internet como "Som da Glock" e "Timoneiro". Formou em 1999 junto com Gustavo Black Alien a dupla Black Alien & Speed, a qual estreou com a canção "Guerrilha Verbal". Participaram do primeiro álbum solo do cantor Marcelo D2, Eu Tiro é Onda, especificamente na música "Império Contra Ataca".
Em 2000, a dupla iniciou a produção do disco Na Face, com o produtor paulista Carlo Bartolini, que nunca foi lançado mas muitas músicas foram divulgadas na internet. Algumas histórias dessa época foram mencionadas por Speed e Black Alien no programa Ronca Ronca que foi ao ar em setembro de 2000 pela Rádio Imprensa (reprisado em 6/01/2022).
Gravou com Fernanda Abreu a música "A história de uma bala" no disco de Herbert Vianna, "O Som do Sim". No mesmo ano, participou dos discos Tributo a Luiz Gonzaga e Baião de Vira Mundo.
Em 2001, Speed lançou o CD Expresso, com participações de Rappin' Hood e Otto. Como parte do grupo com Black Alien, lançou uma das músicas de maiores sucessos do grupo: Quem que Caguetou?, lançada posteriormente também na Europa. Ela recebeu remix do DJ Fat Boy Slim, sob o título de "Follow Me, Follow Me".
Em 2003, lançou virtualmente o álbum instrumental Sangue Sob o Sol. No mesmo, a dupla Black Alien & Speed acaba.
Em 2006, lançou também virtualmente o CD Só o Começo, o qual teve participação de Rhossi, do Pavilhão 9.
Em 2008, veio o seu novo trabalho: Meu Nome é Velocidade, que de acordo com a sua biografia, gravou todas as 21 faixas em 15 dias, 3 músicas por dia, em tempo recorde. MNV teve participação do cantor BNegão na música "Você Morreu".
Em 2009 lançou De Volta no Jogo, mais um álbum extenso com 22 faixas, sendo um remix. No mesmo ano lançou Remixxx-Speedfreaks Featurings, uma versão remixada de diversas músicas do "Na Face", disco nunca lançado da dupla Black Alien & Speed.
Em 2010, se preparava para lançar seu sexto álbum de inéditas, intitulado Freakland, até que ocorreu o assassinato.

## Morte
Speedfreaks foi encontrado morto na madrugada de 26 de março de 2010, no bairro de São Lourenço, em Niterói, no Rio de Janeiro. Segundo a polícia, os corpos de Speed e de mais uma pessoa foram encontrados, com marcas de tiros, dentro de um valão da rua Capitão Evangelista. O caso foi tratado como duplo homicídio. Ainda de acordo com a polícia, ele pode ter sido morto por narcotraficantes, que o teriam confundido com um policial.
Marcelo D2 comentou em seu twitter: Muito triste e indignado, não consigo entender… Ele não merecia isso… Mais uma vida perdida assim… Valeu Speed!

## Póstumo
Após 5 anos da morte do Speed foi criado o projeto SPEEDVIVE pelo artista visual Rafael Porto, com o objetivo de manter viva sua obra. A partir de então, o HD pessoal do músico foi cedido por sua irmã, Lia Santos, e o projeto teve seu primeiro feito organizando e catalogando a obra completa e disponibilizando de forma gratuita na internet. Desde então foi anunciado que o projeto iria buscar recursos e parcerias para produção do livro biográfico e de um filme documentário.
Finalmente em 2019, uma parceria foi feita entre Rafael Porto e o jornalista Pedro de Luna para a produção do livro Eu Sou Assim Eu Sou Speed (Ilustre Editora), que saiu graças aos fãs e ao sucesso de financiamento coletivo que possibilitou o lançamento.
Com o documentário em produção desde 2015, somente em 2020 apareceram as primeiras notícias. No dia 26 de março de 2020, 10 anos após o assassinato do Speed, foi lançado o vídeo teaser do filme, anunciando que seria dirigido por Rafael Porto e que se chamaria Psicopata Camarada, alcunha que o próprio rapper se dava. Em novembro foi ao ar a campanha de financiamento coletivo que oferece a pré-estreia do filme e diversos produtos exclusivos. A campanha termina no último dia do ano, 31 de dezembro. Previsão de estreia em 2021.

## Discografia

### Álbuns de estúdio
- Expresso (2001)
- Sangue Sob o Sol (2003)
- Só o Começo (2006)
- Meu Nome é Velocidade (2008)
- De Volta No Jogo (2009)
- Remixxx-Speedfreaks Featurings Vol. 1 (2009)

### Coletâneas
- No Major Babies (1993)
- Baião de Vira Mundo (2000)
- Hip Hop Rio (2001)
- Revista Trip (2000-2003)
- Penta Brasil (2003)
- Brasil Muito Além (2008)